# Musée canadien des langues
Le musée canadien des langues (en anglais : Canadian Language Museum) est un musée des langues qui ouvre en 2011 et qui est installé, depuis 2016, sur le campus Glendon de l'Université York, à Toronto. 

## Objectifs
Le musée canadien des langues se donne pour objectifs de valoriser la diversité des langues au Canada, d'informer et de sensibiliser la population aux langues autochtones et d'aborder des problématiques liées aux langues comme le bilinguisme. D'après Katharine Snider McNair, qui siège au conseil d'administration du musée, sa création s'inscrit dans un contexte où 74 langues au Canada sont en danger, ce qui place ce pays en cinquième position dans le monde. Il s'agit alors, pour elle, de préserver et de célébrer les langues à travers ce musée. C'est ainsi qu'en 2011, des linguistes créent le musée canadien des langues.

## Expositions
Les expositions du musée sont présentées dans plusieurs lieux : écoles, musées, bibliothèques, hôpitaux, centres communautaires. Une exposition de photographies réalisées par l'artiste canadienne Marlene Creates, disponible en 2018, présente le vocabulaire de la neige à Terre-Neuve. En outre, des bannières expliquent la situation des langues au Canada. L'exposition Legacies présentent des réflexions de filles migrantes en plusieurs langues : français, anglais, et langue de leur grand-mère. Le musée organise aussi des expositions en ligne. Il publie un livret sur les langues autochtones du Canada.